# Юсяй
Юсяй, ошибочно Юшиай (лит. Jusiai) — село в восточной части Литвы. Входит в состав Швенченеляйского староства Швянчёнского района. По данным переписи Литвы 2011 года, население Юсяя составляло 3 человека.

## География
Расположено в северной части района, в 17 километрах от Швянчёниса и в 6,5 километрах от Швенчёнеляя. Находится на берегу реки Жеймяна. Ближайший населённый пункт — село Делине.

## Население
| 1931                           | 1959 | 1970 | 1979 | 1989 | 2001 | 2011 |
| ------------------------------ | ---- | ---- | ---- | ---- | ---- | ---- |
| 39                             | 27   | 28   | 9    | 4    | 2    | 3    |
| Гистограмма динамики населения |      |      |      |      |      |      |